# Sampo (isbrytare, 1898)
Sampo var en finländsk isbrytare som tjänstgjorde mellan 1898 och 1960. Fartyget deltog även i det andra världskriget för den finländska marinen.

## Historia
Sampo var den första europeiska isbrytaren som var utrustad med bogpropellrar enligt amerikansk modell. Amerikanska tågfärjor på de stora sjöarna hade både akter- och bogpropellrar och man lånade denna idé. Tillsammans med den ryska isbrytaren Jermak som byggdes samtidigt på samma varv, var de de två första av den "andra generationens" isbrytare.
Under den svåra vintern 1929 bad danskarna om assistans från de nordiska länderna. Jääkarhu och Sampo gick ner till de danska sunden för att assistera, tillsammans med de svenska isbrytarna Atle I och Ymer I. Slutligen hyrde danskarna den sovjetiska isbrytaren Lenin själva.

## Kuriosa
Isbrytaren Sampo avbildades i filmen "Finland" (filmens 10:e akt "Ansichten aus Helsingfors") från 1911 som visades på resemässan i Berlin samma år. 